# Christian Ernst zu Stolberg-Wernigerode
Christian Ernst rigsgreve af Stolberg-Wernigerode (2. april 1691 i Gedern – 25. oktober 1771 i Wernigerode) var en tysk greve, politiker og pietist.
Christian Ernst var det 10. barn i 2. ægteskab af grev Ludwig Christian zu Stolberg. Hans moder var hertuginde Christine af Mecklenburg-Güstrow, datter af hertug Gustav Adolf af Mecklenburg-Güstrow. Han var således gennem sin moder, der var en søster til kong Frederik IV af Danmarks første dronning, Louise af Mecklenburg-Güstrow, fætter til Christian VI af Danmark.
I overensstemmelse med faderens testamente af 23. januar 1699 arvede han efter dennes død grevskabet Wernigerode, som tidligere havde været regeret af hans onkel, grev Ernst zu Stolberg, samt Hohnsteinschen Forst syd for Benneckenstein og et krav på det forpagtede len Elbingerode (Harz). Efter faderens død i 1710 påtog han sig regeringen under formynderskab af sin moder og tog navnet Graf zu Stolberg-Wernigerode. Han forlagde regeringssædet fra Ilsenburg tilbage til Wernigerode, hvis slot han lod renovere og udvide.
I 1714 måtte greven anerkende, at Brandenburg-Preussen havde overhøjhed over grevskabet Wernigerode. 21. maj 1738 skabte han en primogeniturordnung, der fastlagde en mandlig arvefølge og forbød fremtidige delinger af grevskabet. Han arvede i 1748 det frankiske område Schwarza, efter at hans broder Heinrich August havde takket nej til arven.
Mellem denne og den dygtige, velbegavede og retsindige Stolberg bestod der, med fælles pietistisk livssyn som grundlag, et varmt venskabsforhold, der for kongens vedkommende vedvarede uforandret lige til hans død (1746), hvad der ses af hans breve til greven. Det fremgår af disse, at Stolberg, der var Christian VI langt overlegen både i intelligens og karakterstyrke, var sin fætters højt betroede og idelig adspurgte rådgiver, ikke alene i religiøse og rent private, men også i politiske anliggender, og han har derved, skønt han på to korte besøg nær holdt sig fjernt fra det danske hof og kun en kort tid bar dansk gehejmerådstitel, haft en betydelig indflydelse på dansk politik, i alt fald indtil 1742, da Christian VI opgav det af Stolberg forfægtede forbund med England.
Han var ridder af Dannebrogordenen, af l'union parfaite og af den preussiske Sorte Ørns Orden.

## Familie
Han blev gift 31. marts 1712 med Sophie Charlotte grevinde af Leiningen-Westerburg (22. februar 1695 – 10. december 1762). Hun var datter af Johann Anton greve af Leiningen-Westerburg i Schadeck og Christine Louise grevinde af Sayn-Wittgenstein. De havde en søn, der også blev pietist:
- Heinrich Ernst zu Stolberg-Wernigerode (1716–17781) 2.∞ Christiane Anne von Anhalt-Köthen (1726-1790), datter af August af Anhalt-Köthen (1697-1755).